# Guido Mensching
Guido Mensching (26 febbraio 1963) è un linguista tedesco, studioso di Filologia romanza.

## Biografia
Negli anni ottanta ha studiato filologia spagnola, italiana e tedesca a Colonia e Siviglia. Dal 1990 al 1999 è stato ricercatore presso l'Istituto per l'elaborazione dell'informazione linguistica dell'Università di Colonia. Dal 1991 al 1994 ha intrapreso diversi viaggi di ricerca a Parigi e Siviglia nell'ambito di progetti finanziati dal DAAD sul francese e sullo spagnolo.
Dopo aver conseguito il dottorato nel 1992 ha parteciapto a Princeton fino al 1995 come parte di un progetto finanziato dal DAAD con l'Institute for Advanced Study.

## Pubblicazioni
- Infinitive Constructions with Specified Subjects. A Syntactic Analysis of the Romance Languages. Oxford 2000, ISBN 0-19-513303-X.
- Einführung in die sardische Sprache. Bonn 2004, ISBN 3-86143-149-1.

| Controllo di autorità | VIAF (EN) 27354062 · ISNI (EN) 0000 0000 8106 5033 · LCCN (EN) n93014766 · GND (DE) 1043117938 · BNE (ES) XX1078329 (data) · BNF (FR) cb15070705z (data) · J9U (EN, HE) 987007454918005171 |